# Tjærby
Tjærby er en bebyggelse i Gimming Sogn, Randers Kommune. Byen ligger mellem morænebakkerne og det flade engdrag mod Randers Fjord. Den lille by indgår traditionelt i De nedre byer.

## Historie
I 1100-tallet havde Tjærby cirka 150 indbyggere og en stenkirke, der havde afløst en trækirke fra vikingetiden. Stenkirken fik et styltetårn, men blev revet ned efter reformationen i 1536. Grunden, hvorpå kirken stod, ligger nu urørt, og der har været foretaget en række arkæologiske udgravninger på stedet.
Der findes flere ældre bygninger i Tjærby, heriblandt den firlængede gård Skjødtsminde, der i hvert fald har rødder tilbage til 1700-tallet, og som har et velbevaret stuehus fra 1854. Gården Fjordvang har bygninger fra 1832 og 1877 samt et springvand. Springvand findes også andre steder i Tjærby, blandt andet på gårdspladsen i Tjærbylund; springvandet er her fra 1869 og renoveret for nylig. Tjærbylund har staldlænger, der stammer fra 1846. Endelig kan nævnes den firlængede Tjærby Østergård, hvis mest markante bygninger stammer fra 1850'erne og 1860'erne.
Der fandtes en skole i Tjærby fra omkring 1870 til 1959. Før den periode gik børnene fra Tjærby i Gimming Skole, og siden har de gået på Rismølleskolen i Dronningborg. Byen havde også egen købmand fra 1920'erne til op i 1970'erne.